# Björling (släkter)
Det finns ett stort antal svenska släkter med efternamnet Björling. De här nämnda är tre av dem.

## Jussi Björlings släkt
Sångaren Jussi Björlings härstamning och närmaste släkt utreds i artikeln om honom. Följande släktträd är baserat på uppgifter därifrån samt på Wikipedias artiklar om de berörda personerna. Samtliga uppförda personer har varit verksamma som sångare.

### Släktträd (urval)
- David Björling (1873–1926)
  - Olle Björling (1909–1965)
  - Jussi Björling (1911–1960)
    - Rolf Björling (1928–1993)
      - Raymond Björling (född 1956)

  - + Anna-Lisa Björling (1910–2006) gift med Jussi Björling 1935–1960
    - Ann-Charlotte Björling (född 1943)

  - Gösta Björling (1912–1957)
  - Karl Björling (1917–1975)

## Björling från Säter
Denna släkt härstammar från handlanden och rådmannen i Säters stad Olof Mattson Björling (1643–1714). Dennes sonson, kaptenen Olof Björling (född 1725) är stamfar för alla fortlevande grenar av släkten.

### Släktträd (urval)
- Olof Björling (1725–?), kapten[1]
  - Johan Olof Björling (död 1809), handlande[2]
    - Carl Olof Björling (1804–1884), biskop i Västerås[1][2]
      - Carl Björling (1837–1920), rektor för Katarina elementarläroverk[1]
        - Carl Olof Björling (1869–1936), kontorschef[1]
        - + Manda Björling (1876–1960)  gift med föregående 1897–1904[1]
          - Renée Björling (1898–1975), skådespelare[3]

        - + Sigrid Björling, född Haglund, gift med kontorschefen Carl Olof Björling[3]
          - Sigurd Björling (1907–1983), operasångare[3]
          - + Edith Oldrup-Björling (1912–1999), gift med Sigurd Björling[3]

  - Carl Adolf Björling, rådman och handlande[4]
    - Emanuel Björling (1808–1872), matematiker, lektor[1][4]
      - Carl Fabian Björling (1839–1910), matematiker och meteorolog[1]
        - Henning Emanuel Björling (1869–1939), med dr[1]
          - Carl Jörgen Emanuel (Karl) Björling (1910–1976), agronom[1]

        - Carl (Georg) Björling (1870–1934), jurist, professor[1]
          - Gotthard Björling (1909–2003), metallurg, professor[3]
          - Johan Björling (1913–1991), jurist, borgmästare[3]

    - Johan Alfred Björling (1822–1871), handlande[1]
      - John Schamyl Björling (1861–1937), navigationsskoleföreståndare
      - Johan Alfred Björling (1871–1893), upptäcktsresande[1]

## Björling från Västergötland
Släkten Björling från Västergötland härstammar från förutvarande Skaraborgs län, där verkmästaren Karl Fredrik Björling föddes 1845. Från honom härstammar flera personer verksamma inom 1900-talets underhållningsvärld, men också fotomodellen Jannike Björling.

### Släktträd (urval)
- Karl Fredrik Björling (1845–1931), verkmästare i Stockholm[5]
  - John W. Björling (1878–1953), timmerman, skådespelare[5]
    - John E. Björling (1909–1993), cirkusartist, skådespelare, gift med Inga-Lisa Björling, cirkusartist
      - Ilse Björling (1947–2015)
        - Jannike Björling (född 1966), fotomodell, varit sambo med Björn Borg, tennisspelare

    - Sven Björling (1911–1989), rekvisitör, skådespelare